# Ranowa
Die Ranowa (russisch Ра́нова) ist ein 166 km langer rechter und gleichzeitig der bedeutendste Nebenfluss der Pronja in Zentralrussland.

## Verlauf
Die Ranowa entspringt im Rajon Miloslawskoje im äußersten Süden der Oblast Rjasan. Sie fließt im Oberlauf in überwiegend östlicher Richtung, dabei dringt sie kurzzeitig in die Oblast Lipezk ein. Später wendet sie sich nach Nordosten. Sie fließt etwa 5 km nördlich an Rjaschsk vorbei. Im Unterlauf wendet sie sich nach Norden. Schließlich trifft sie auf die ebenfalls in nördlicher Richtung strömende Pronja, 54 km oberhalb deren Mündung in die Oka. Wichtigste Nebenflüsse der Ranowa sind Wjerda von links und Chupta von rechts.
Die Ranowa entwässert ein Areal von 5550 km². Sie wird hauptsächlich von der Schneeschmelze gespeist. Sie gefriert üblicherweise zwischen November und Mitte Dezember. In der ersten Aprilhälfte ist die Ranowa wieder eisfrei.